# Chiesa di San Benedetto (Brindisi)
La chiesa di San Benedetto è un edificio sacro romanico che si trova a Brindisi. Aperta al culto, è stata sede della Parrocchia di Sant'Anna e di San Benedetto. Ad oggi è rettoria della parrocchia Cattedrale.

## Storia

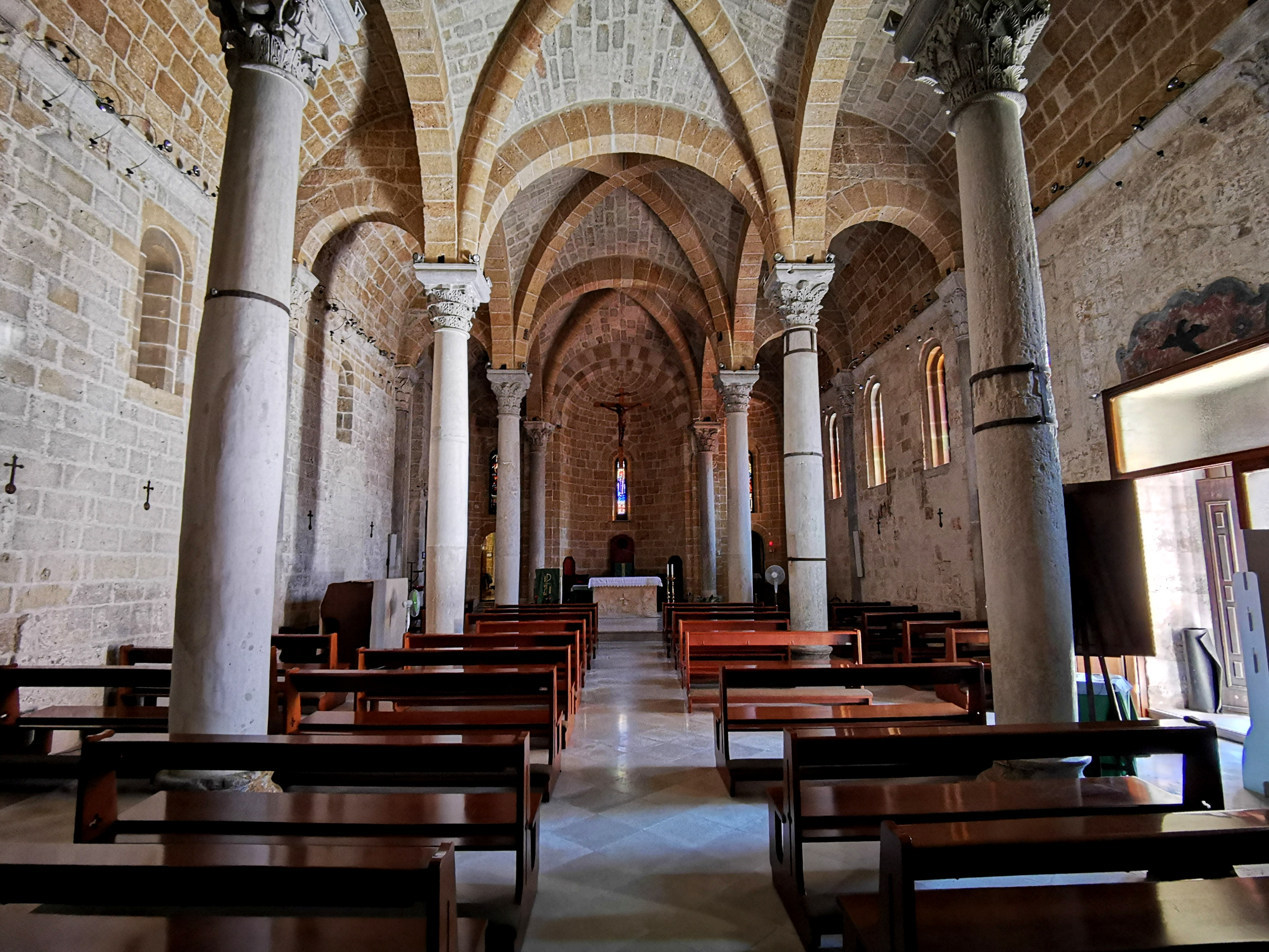
Interno della chiesa

Esistente forse già prima dell'XI secolo, il monastero delle Benedettine di Santa Maria Veterana fu largamente beneficato nell'XI secolo da Goffredo, conte di Conversano e signore di Brindisi, e dalla moglie Sichelgaita.
Nel corso del XVIII secolo fu abbandonato il vecchio monastero, che si sviluppava su tre lati del chiostro medievale, per la costruzione del nuovo, ad occidente dell'antico complesso. La nuova struttura occludeva così la facciata da cui fu smontato il portale e ricostruito sulla fiancata destra. La presenza delle Benedettine ebbe termine nel 1866 allorché, in conseguenza di provvedimento soppressivo, abbandonarono il monastero, attuale sede della Polstrada. La chiesa, con il chiostro più antico, venne invece consegnata all'arcivescovo di Brindisi per divenire sede della parrocchia vicariale già in Sant'Anna. Nel corso del XX secolo ha subito rimaneggiamenti e inversioni di direzione, fino a un restauro (anni cinquanta) che ha eliminato e disperso gli altari barocchi.

## Descrizione

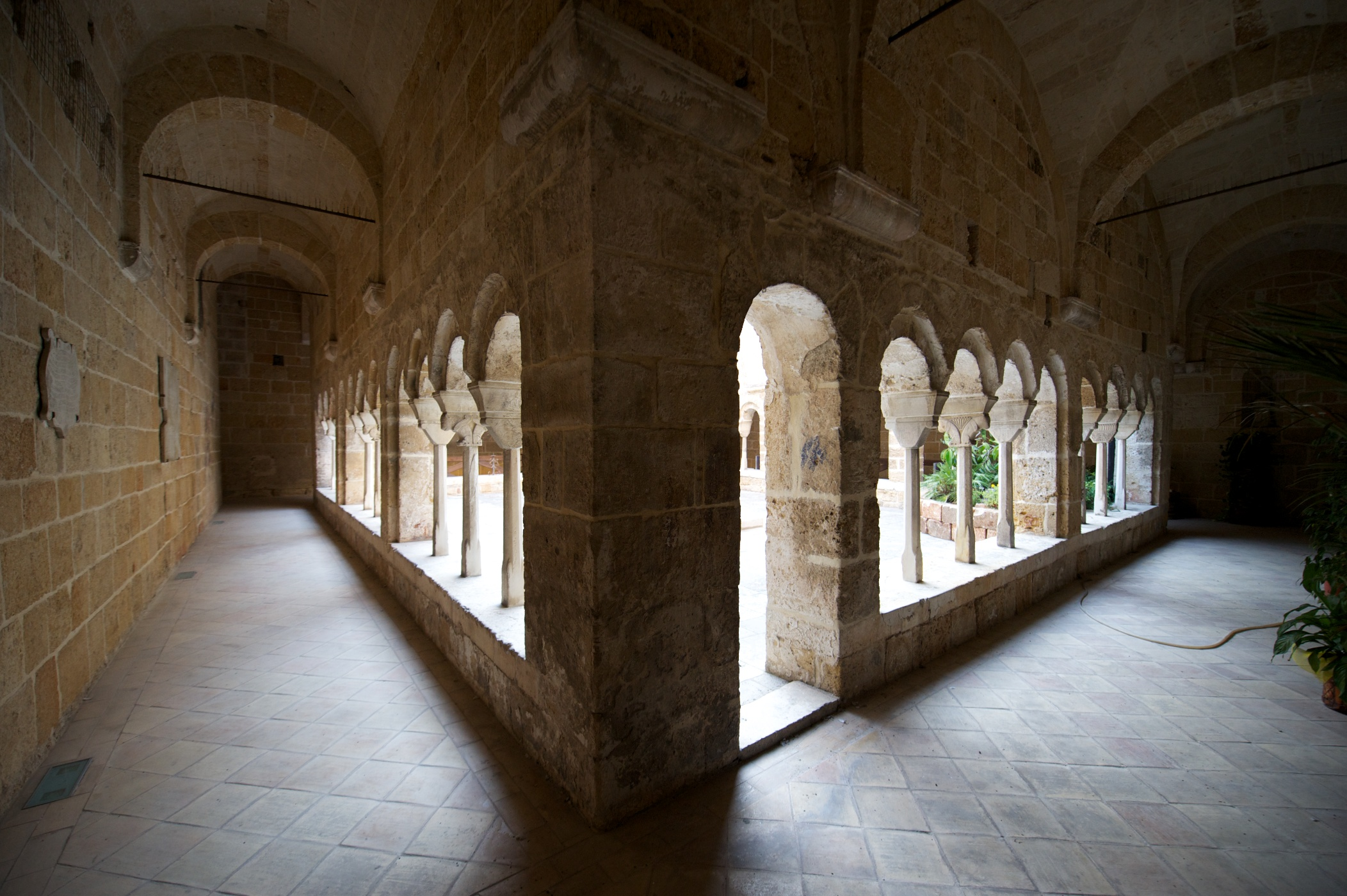
Ambulacro del chiostro

A destra si leva il massiccio campanile romanico (XI secolo) a trifore e ad arcatelle.
Nel fianco, corso da arcate cieche su pilastri, è un interessante portale incorniciato da una fascia intagliata a intrecci viminei, con architrave a figure appiattite (Scene di combattimento tra uomini e draghi) (XI secolo) sormontato da una nicchietta.
L'interno, nuovamente restaurato di recente, si presenta nella ridefinizione del XI-XII secolo, secondo lo schema delle chiese a cupole in asse diffuso in Puglia: la navata centrale è coperta da quattro volte a crociera, con larghi costoloni, le laterali sono a quarto di botte. Le colonne di marmo hanno ricchi capitelli romanici (XI secolo): quattro sono di tipo corinzio ed uno, quello posto sulla prima colonna di sinistra, rappresenta buoi, leoni ed arieti a teste unite.
Vi si trova una Adorazione dei pastori di Jacopo De Vanis (1570).
Nel locale adiacente (ex sagrestia), adibito a sezione del Museo Diocesano, sono esposti: una statua settecentesca di San Benedetto in cartapesta: una statua, pure in cartapesta, di Sant'Anna con Maria bambina; una tela con l'Assunzione della Vergine, forse del XVII secolo; una Madonna col Bambino (Madonna della Neve), pregevole scultura in pietra policroma recentemente attribuita all'ambito di Stefano da Putignano (inizi del XVI secolo). 

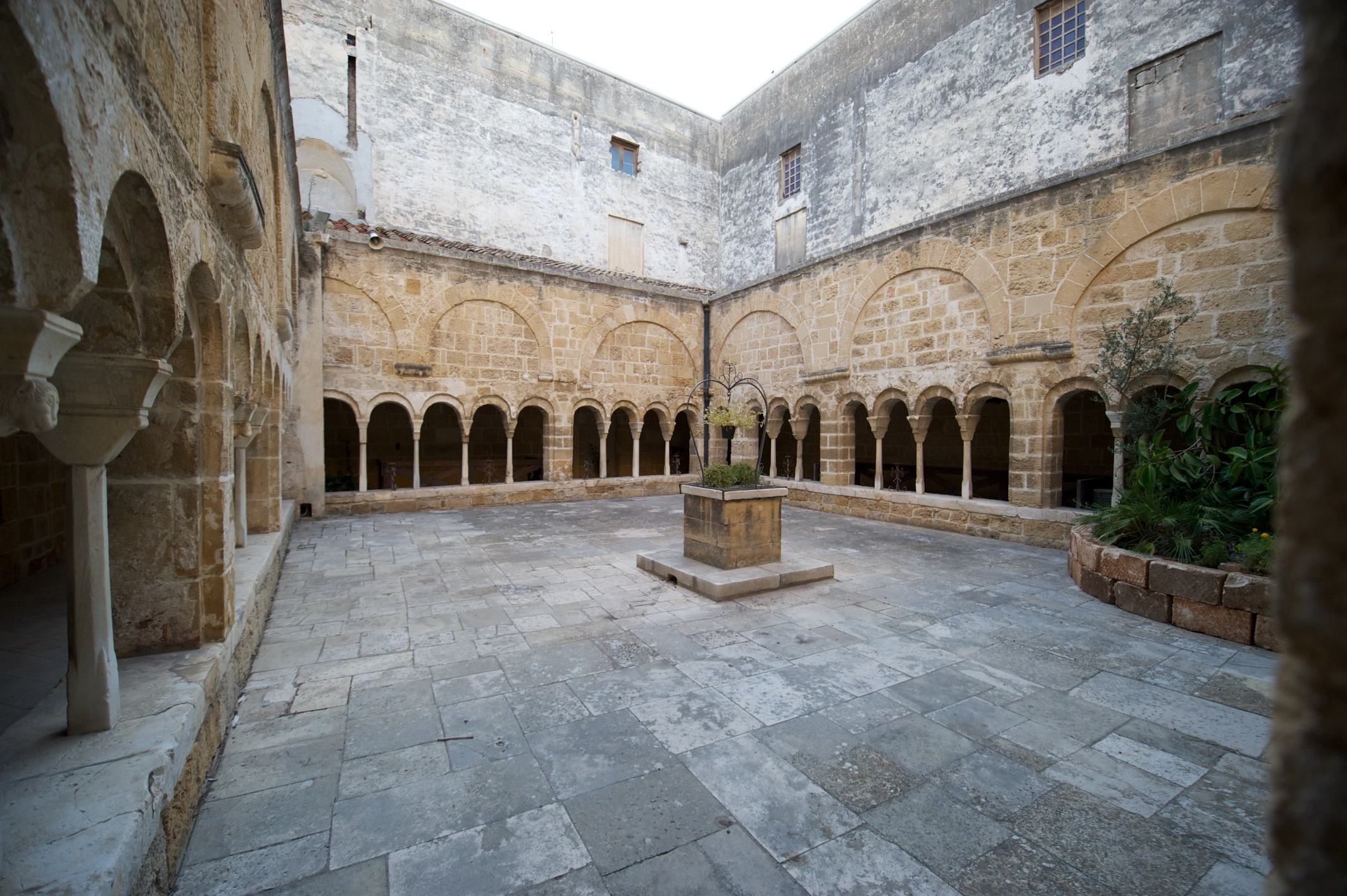
Chiostro romanico della ex-abbazia

Da questo ambiente si accede al grazioso chiostro quadrato dell'ex monastero, cinto da portico a quadrifore con colonnine poligonali e capitelli a stampella, alcuni dei quali figurati (XI secolo), altri di restauro. Nella parete che lo chiude a levante sono i resti del palazzo abbaziale di Santa Maria Veterana.
Scavi nei bracci del chiostro hanno evidenziato edifici di età romana.